# Pachycondyla wroughtonii
Pachycondyla wroughtonii är en myrart som först beskrevs av Auguste-Henri Forel 1901.  Pachycondyla wroughtonii ingår i släktet Pachycondyla och familjen myror.

## Underarter
Arten delas in i följande underarter:
- P. w. crudelis
- P. w. wroughtonii

## Bildgalleri

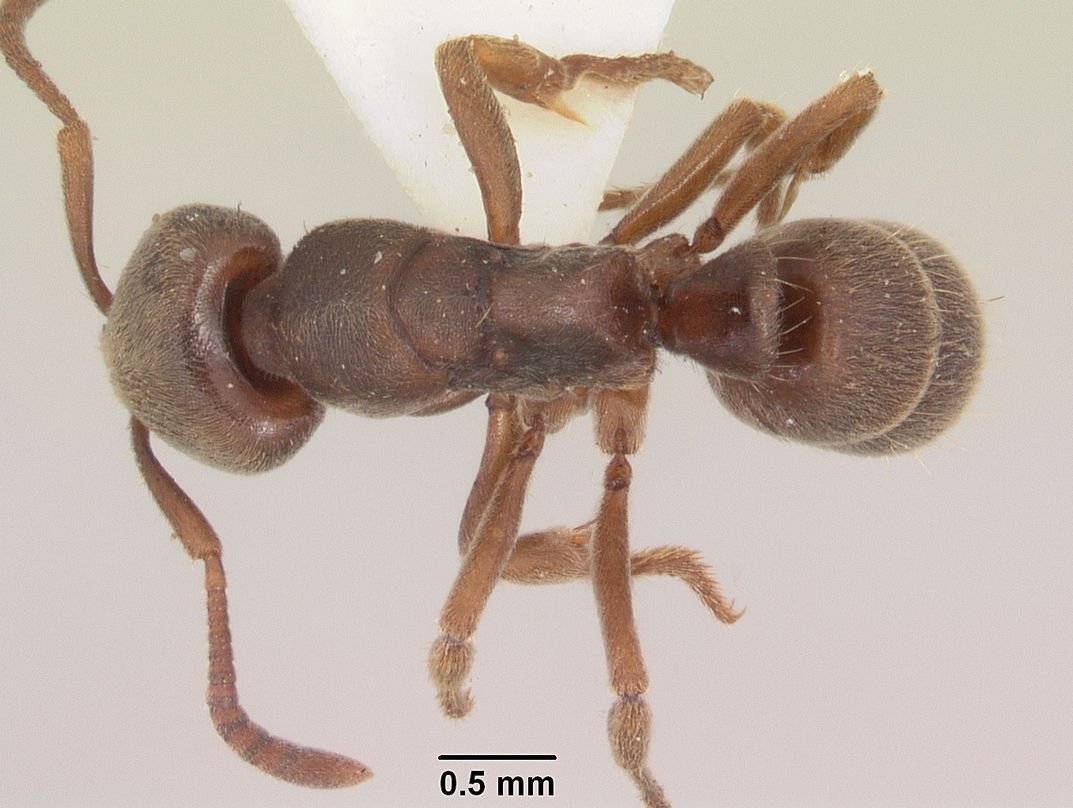
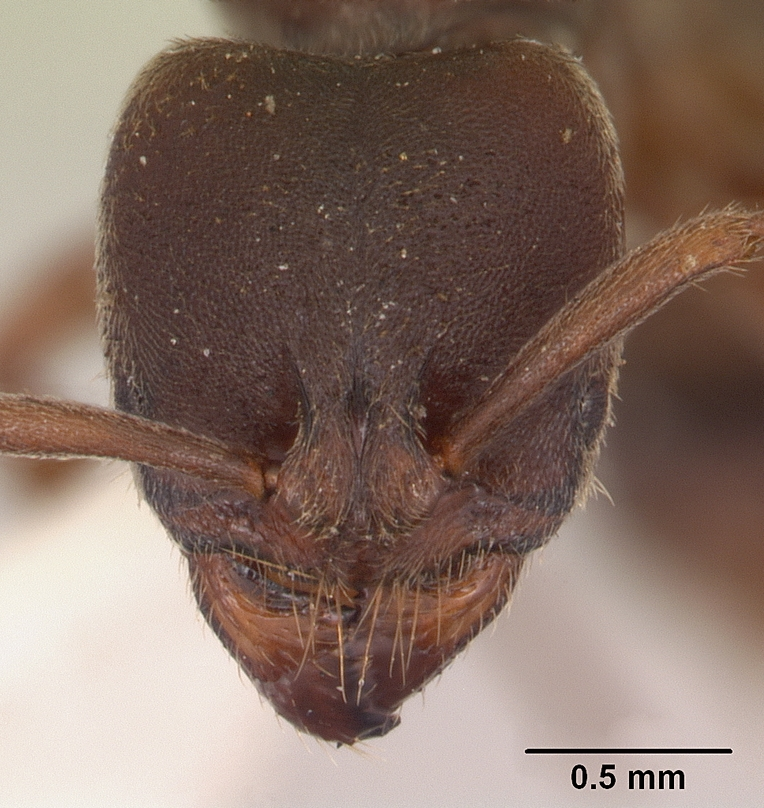
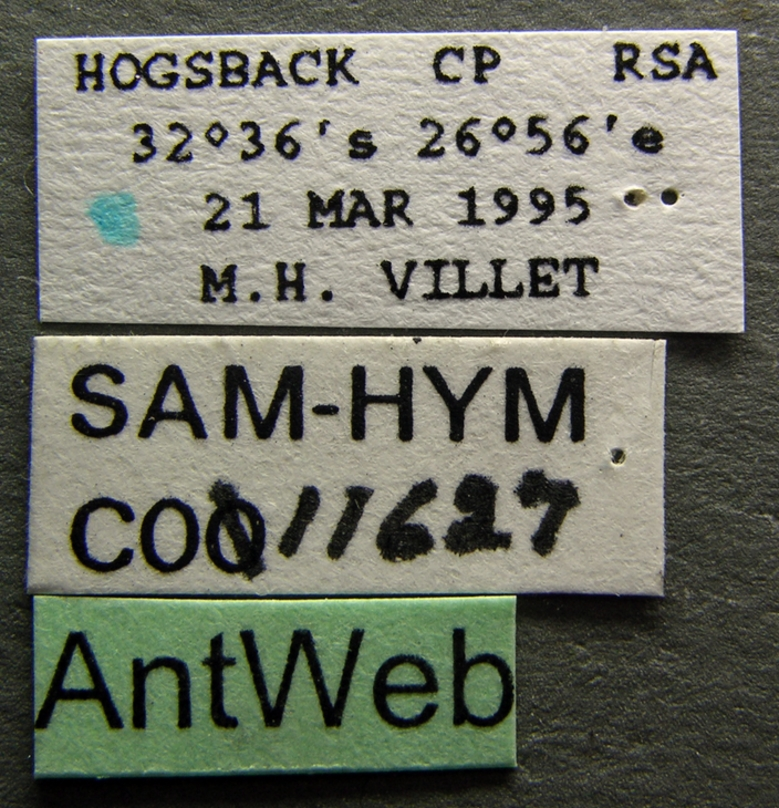
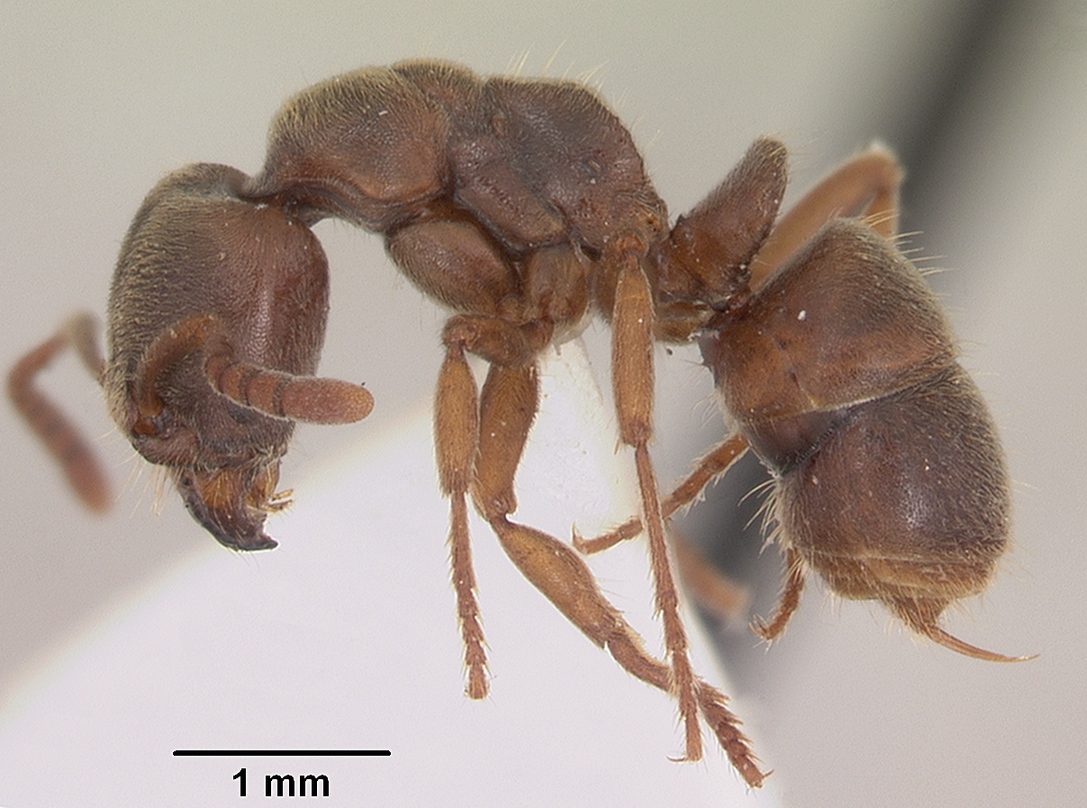
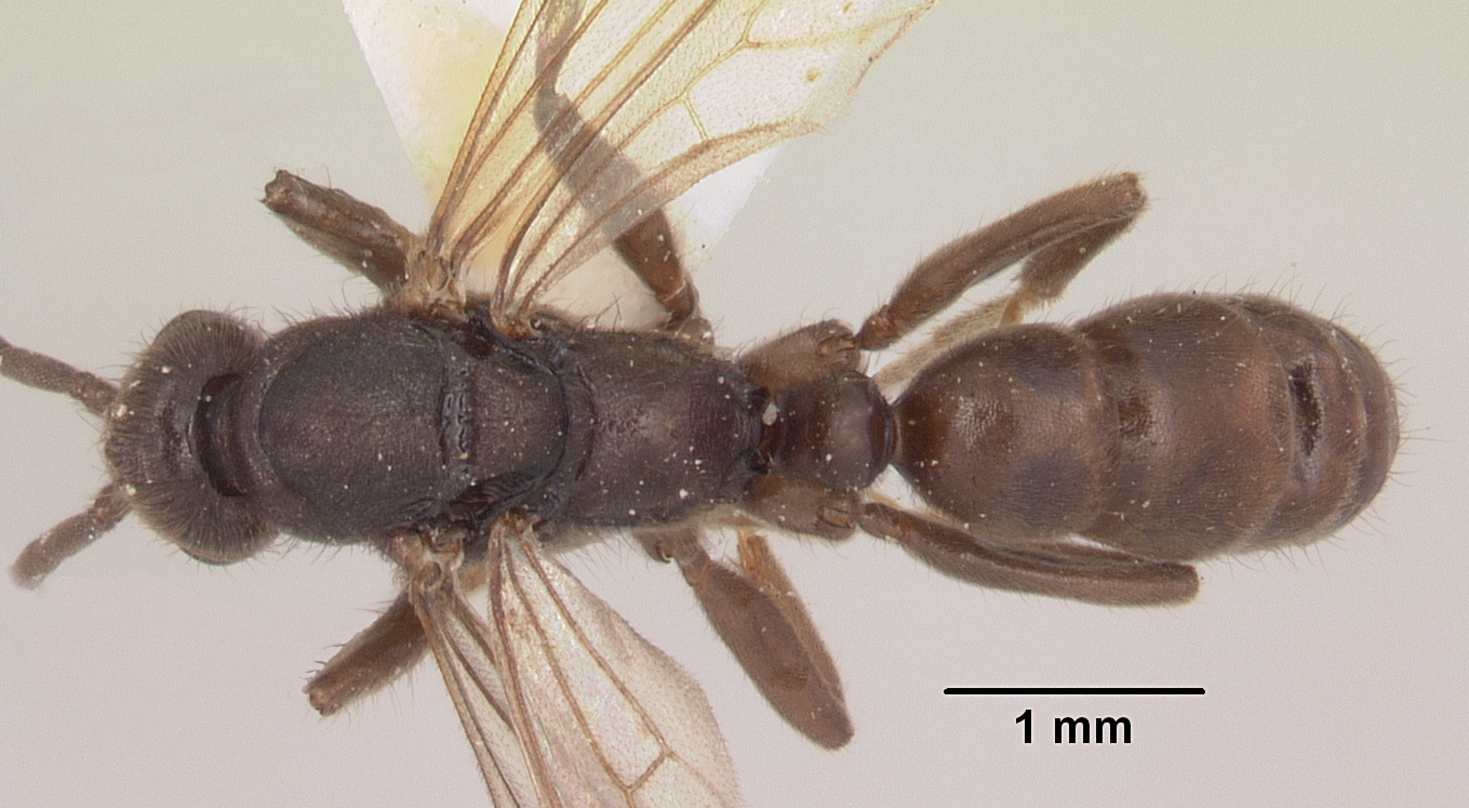
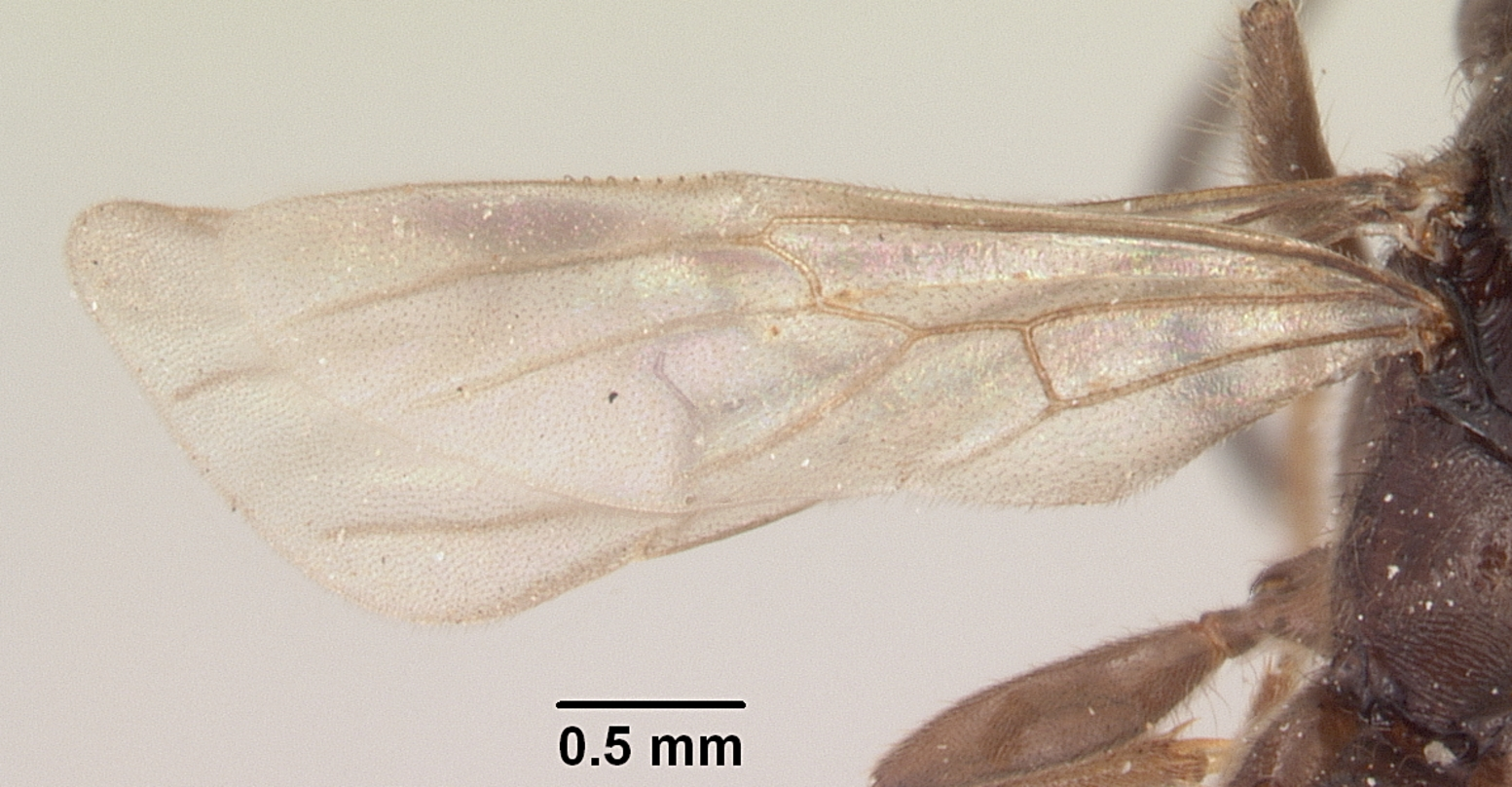